# 弥勒院 (北京西直门南小街)
弥勒院，位于北京市西城区西直门南小街，是一座汉传佛教寺院。现已无存。

## 简介
1925年，释倓虚在北京柏林寺讲完《楞严经》后，本想赶紧回哈尔滨，但因当时北京西直门南小街弥勒院没有住持，张景南等居士便留他在弥勒院住持办学。当时，释倓虚已住持有哈尔滨极乐寺，沈阳般若寺，营口楞严寺，北京弥勒院，还有其他不少小庙。前三年由释台源替释倓虚负责弥勒院，后来释台源到柏林寺讲经，无法兼顾弥勒院。1928年，释倓虚在法源寺事情办完，弥勒院学校三年也完成，朱庆澜联络普济佛教会资助，释倓虚又续办弥勒院学校三年。后三年由释澍培替释倓虚代座，并办理一切事宜，名为教务长。释倓虚前后在弥勒院办学共六年。
旧时，北京佛寺在放焰口方面大体分三派：以广济寺为代表的南派；以拈花寺为代表的北派；以西直门南小街弥勒院为代表的山西五台山派。三派在放焰口的音韵上不同。
1947年，释本焕曾来弥勒院朝拜。